# 哈里森鎮區 (阿肯色州懷特縣)
哈里森鎮區（英語：Harrison Township）是位於美國阿肯色州懷特縣的一個行政鎮區。

## 地方資料
哈里森鎮區的面積為147.48平方千米，當中陸地面積為146.01平方千米，而水域面積為1.47平方千米。根據2010年美國人口普查的數據，當地共有人口6325人，而人口密度為每平方千米42.89人。